# Газиантеп
Газиантеп или само Антеп, както е старото име на града – все още често използвано (на турски: Gaziantep; на арменски: Այնթապ, кюрдски: Dîlok), е град в южната централна част на Турция, административен център на едноименния вилает Газиантеп. Населението на града през 2020 г. е 2 101 157 души, което го прави осми по големина в Турция и най-големият в югоизточната част на страната.

## История
Преди 1921 г. градът се е наричал Антеп.

## Спорт
Представителният футболен отбор на града се казва Газиантепспор. Редовен участник е в Турската суперлига.

## Личности

### Родени в Газиантеп
- Хазал Кая – турска актриса
- Онат Кутлар – писател, поет
- Камил Оак – политик

## Побратимени градове
Побратимени градове са:
| - Дуйсбург, Германия - Флоренция, Италия - Алепо, Сирия - Дубай, ОАЕ - Керманшах, Иран | - Неймеген, Нидерландия - Карлстад, Швеция - Цетине, Черна гора - Кувейт, Кувейт - Ирбид, Йордания |